# Katarzyna Hyjek
Katarzyna Hyjek (ur. 16 marca 1990) – polska lekkoatletka specjalizująca się w biegu na 100 metrów przez płotki.
Zawodniczka klubów: MKS Victoria Racibórz (2004-2009), KS AZS AWF Wrocław (od 2009). Dwukrotna brązowa medalistka mistrzostw Polski (2015 z czasem 13,63 i 2016 z czasem 13,61) oraz finalistka mistrzostw Polski w tej konkurencji (2013 - 6 miejsce z czasem 14,00 i 2014 - 5 miejsce z czasem 14,00).
Rekord życiowy w biegu na 100 metrów przez płotki: 13,61 (2016).